# Lộ Nam
Lộ Nam (chữ Hán giản thể: 路南区) là một quận thuộc địa cấp thị Đường Sơn, tỉnh Hà Bắc, Cộng hòa Nhân dân Trung Hoa. Quận này có diện tích 65 ki-lô-mét vuông, dân số năm 2003 là 230.000 người. Quận này được chia thành 7 nhai đạo và 1 hương.
- Nhai đạo: Hữu Nghị Lý, Học viện Nam Lộ, Quảng Trường, Vĩnh Hồng Kiều, Tiểu Sơn, Văn hóa Hậu Nhai, Tiền Gia Doanh Khoáng Khu.
- Hương: Nữ Chức.